# 21e cérémonie des American Film Institute Awards
La 21e cérémonie des American Film Institute Awards (AFI Awards), décernés par l'American Film Institute, récompense les dix meilleurs films sortis et les dix meilleures séries télévisées diffusées en 2020.

## Palmarès
Sauf indication contraire, les informations proviennent du site officiel de l'AFI

### Les 10 films récompensés
- Da 5 Bloods : Frères de sang
- Judas and the Black Messiah
- Le Blues de Ma Rainey
- Mank
- Minari
- Nomadland
- One night in Miami
- Soul
- Sound of metal
- Les Sept de Chicago

Prix spécial :
- Hamilton

### Les 10 séries récompensées
- Better call saul
- La Chronique des Bridgerton
- The Crown
- The Good Lord Bird
- Lovecraft Country
- The Mandalorian
- Mrs. America
- Le Jeu de la dame
- Ted Lasso
- Unorthdox